# Milk Cup
Giải bóng đá trẻ Bắc Ailen (Tên tiếng Anh:Northern Ireland Youth Soccer Tournament, thường được gọi là Milk Cup hoặc Dale Farm Milk Cup vì lý do nhà tài trợ) là một giải đấu bóng đá dành cho thanh thiếu niên quốc tế được tổ chức hàng năm tại Bắc Ireland. Các trận đấu chủ yếu được chơi ở khu vực Duyên Hải phía Bắc của Bắc Ireland, với các trận đấu diễn ra tại các thị trấn Portrush, Portstewart, Castlerock, Limavady, Coleraine, Ballymoney, Ballymena và Broughshane.
Trong tháng 10 năm 2013, Ủy ban tổ chức Milk Cup và lãnh đạo nhà tài trợ Hội đồng Sữa đưa ra một tuyên bố chung nói rằng Hội đồng các nhà tài trợ sữa dài hạn sẽ được rút không tài trợ. Trang Facebook chính thức cho cuộc thi tiết lộ rằng giải đấu này sẽ không còn được gọi là Milk Cup nữa.
Vào tháng 2 năm 2014, các nhà tổ chức thông báo rằng cuộc thi sẽ được tài trợ bởi Belfast - là công ty Dale Farm và cuộc thi sẽ được biết đến với cái tên là Dale trang trại Milk Cup.

## Lịch sử
Giải Milk Cup bắt đầu vào năm 1983 với 16 đội tham dự dành cho lứa dưới 16 tuổi (Premier). Motherwell F.C. của nước Scotland là đội vô địch đầu tiên. Nó được thành lập bởi Jim Weir, Victor Leonard, George Logan và Bertie Peacock, một trong những cầu thủ bóng đá nổi tiếng nhất trong khu vực.
Giải đấu đã được mở rộng vào năm 1985, khi thêm một nhóm tuổi dưới 14 (Junior) và một lần nữa các nhà vô địch đầu tiên đến từ Scotland, đó là Rangers FC giành Milk Cup ở độ tuổi đó. Sự cạnh tranh ở các nhóm tuổi đã phát triển về quy mô và tầm cỡ trong những năm qua, với các đội đến từ tất cả các châu lục để cạnh tranh. Nhóm tuổi dưới U-19 (Elite) đã được giới thiệu vào năm 1995 và xứ Wales kết thúc giải đấu là đội vô địch. Theo truyền thống, trận chung kết được chơi tại Coleraine Showgrounds vào tối thứ Sáu.
Nhiều cầu thủ bóng đá quốc tế hiện nay đã từng chơi tại Giải Milk Cup, các cầu thủ như Charlie Davies, Jonathan Spector, Paul Scholes, and Wayne Rooney đã thi đấu tất cả nhóm tuổi ở Milk Cup. Tại World Cup 2002, đã có 30 cựu cầu thủ chơi tại giải Milk Cup.
Để chào mừng cuộc thi "lễ kỷ niệm 25 năm", một trận giao hữu diễn ra giữa đội Bắc Ireland và đội bốn lần vô địch Everton FC tại Coleraine Showgrounds vào ngày 14 tháng 7 năm 2007. Everton F.C. thắng 2-0.
Một trong những phần quan trọng của giải Milk Cup là sự góp mặt của 6 đội đại diện từ mỗi quận của Bắc Ireland - Antrim, Armagh, Down, Fermanagh, Londonderry và Tyrone. Hệ thống này cho phép các cầu thủ trẻ từ khắp nơi trên địa bàn tỉnh để cạnh tranh với một số đội tốt nhất trên thế giới ở lứa tuổi của họ.

## Những đội vô địch
| 1983 | Founded in 1995 | Founded in 1995 | Motherwell          | Coleraine           | Founded in 1985   | Founded in 1985              |
| 1984 | Founded in 1995 | Founded in 1995 | Rangers             | Motherwell          | Founded in 1985   | Founded in 1985              |
| 1985 | Founded in 1995 | Founded in 1995 | Newcastle United    | Coleraine           | Rangers           | Craigavon                    |
| 1986 | Founded in 1995 | Founded in 1995 | Dundee United       | Newcastle United    | Craigavon United  | Crewe Alexandra              |
| 1987 | Founded in 1995 | Founded in 1995 | Crewe Alexandra     | Liverpool           | Dundee United     | Crewe Alexandra              |
| 1988 | Founded in 1995 | Founded in 1995 | Liverpool           | Motherwell          | Home Farm         | Dundee United                |
| 1989 | Founded in 1995 | Founded in 1995 | Newcastle United    | Manchester United   | Dungannon Swifts  | Dublin & District Schoolboys |
| 1990 | Founded in 1995 | Founded in 1995 | Tottenham Hotspur   | Crewe Alexandra     | Crewe Alexandra   | Hibernian                    |
| 1991 | Founded in 1995 | Founded in 1995 | Manchester United   | Heart of Midlothian | Norwich City      | Dundee United                |
| 1992 | Founded in 1995 | Founded in 1995 | Rangers             | Nottingham Forest   | Norwich City      | Heart of Midlothian          |
| 1993 | Founded in 1995 | Founded in 1995 | Cherry Orchard      | Rangers             | Slovakia          | Heart of Midlothian          |
| 1994 | Founded in 1995 | Founded in 1995 | Hearts              | Nga                 | Middlesbrough     | Manchester United            |
| 1995 | Wales           |                 | Nga                 | Feyenoord           | Everton           | Norwich City                 |
| 1996 | Thổ Nhĩ Kỳ      |                 | Tottenham Hotspur   | Blackburn Rovers    | West Ham United   | Motherwell                   |
| 1997 | Bắc Ireland     |                 | Middlesbrough       | Manchester United   | West Ham United   | Middlesbrough                |
| 1998 | Thổ Nhĩ Kỳ      |                 | Chile               | West Ham United     | Crewe Alexandra   | West Ham United              |
| 1999 | Vitória         |                 | Crewe Alexandra     | Manchester United   | Manchester City   | Everton                      |
| 2000 | Chile           |                 | Thổ Nhĩ Kỳ          | Manchester City     | Charlton Athletic | Manchester City              |
| 2001 | México          | Scotland        | Paraguay            | Manchester United   | Norwich City      | Heart of Midlothian          |
| 2002 | Paraguay        | Đan Mạch        | Leeds United        | Panathinaikos       | Everton           | Botafogo                     |
| 2003 | Paraguay        | Brasil          | Manchester United   | Preston North End   | Racing Club       | Heart of Midlothian          |
| 2004 | Thổ Nhĩ Kỳ      | Brasil          | Heart of Midlothian | Belvedere           | Maccabi Haifa     | Everton                      |
| 2005 | USA             | Bắc Ireland     | Barcelona           | Chelsea             | Lyngby            | CSKA Moscow                  |
| 2006 | Paraguay        | USA             | Spartak Moscow      | Rapid Vienna        | Swindon Town      | Crumlin United               |
| 2007 | Israel          | Bắc Ireland     | Fluminense          | Manchester United   | Guadalajara       | St. Kevin's                  |
| 2008 | Bắc Ireland     | Chile           | Manchester United   | South Coast Bayern  | Everton           | Wolverhampton Wanderers      |
| 2009 | Bắc Ireland     | Đan Mạch        | Manchester United   | Sheffield United    | Everton           | Watford                      |
| 2010 | USA             | Bắc Ireland     | Étoile Lusitana     | Bolton Wonderers    | Chelsea           | Cruz Azul                    |
| 2011 | Đan Mạch        | Bắc Ireland     | Aspire              | Manchester United   | Everton           | Cruz Azul                    |
| 2012 | México          | Đan Mạch        | Desportivo Brasil   | Newcastle United    | Brentford         | Everton                      |
| 2013 | México          | Bắc Ireland     | Manchester United   | County Tyrone       | Everton           | County Antrim                |
| 2014 | Bắc Ireland     | Canada          | Manchester United   | Vendée              | Corinthians       | County Antrim                |

## Những cầu thủ đáng chú ý
| - Juan Agudelo (United States) - Jozy Altidore (United States) - Ciaran Dorrian (Everton) - Dean Ashton (Crewe Alexandra) - Nicky Barmby (Tottenham Hotspur) - Joey Barton (Everton) - Michael Shiel (Manchester United) - Craig Bellamy (Norwich City) - Kris Boyd (Kilmarnock) - Wes Brown (Manchester United) - Sergio Busquets (F.C. Barcelona) - Nicky Butt (Manchester United) - Michael Carrick (West Ham United) - Niall Forde (Everton) - Michael Chopra (Newcastle United) - Joe Cole (West Ham) - Stephen Craigan (County Down) - Peter Crouch (Tottenham Hotspur) - Jermain Defoe (Charlton Athletic) - Patrick McColgan (F.C. Barcelona) - Damien Duff (Blackburn Rovers) - Calum Elliot (Heart of Midlothian) - Jonny Evans (County Antrim) - Radamel Falcao (River Plate) - Shane Ferguson (Northern Ireland) - Mikael Forssell (HJK Helsinki) - Darron Gibson (County Londonderry) - Ryan Giggs (Manchester United) - Keith Gillespie (Manchester United) | - Owen Hargreaves (Bayern Munich, Wales) - Angelo Henriquez (Chile) - Tony Hibbert (Everton) - Thomas Hitzlsperger (Bayern Munich) - Aaron Hughes (Northern Ireland) - Mats Hummels (Bayern Munich) - Phil Jagielka (Everton) - Francis Jeffers (Everton) - Jeffren (F.C. Barcelona) - Ledley King (Tottenham Hotspur) - Kyle Lafferty (Northern Ireland) - Federico Macheda (Manchester United) - Steve McManaman (Liverpool) - Stephen McManus (Everton) - James Milner (Leeds United) - Ryo Miyaichi (Japan) - Gary Neville (Manchester United) - Leon Osman (Everton) - Danny Pugh (Manchester United) - Diego Reyes (Mexico) - Kieran Richardson (West Ham United) - Wayne Rooney (Everton) - Robbie Savage (Manchester United) - Paul Scholes (Manchester United) - Jonathan Spector (Manchester United, United States) - Michael Tonge (Manchester United) - Michael Turner (Charlton Athletic) - James Vaughan (Everton) - Danny Welbeck (Manchester United) - Kevin Roddy (Liverpool) - Paul McColgan (Manchester United) |

## Phương tiện truyền thông
Từ năm 2005, Giải Milk Cup được phát sóng trên kênh BBC Bắc Ai-len, tiếp quản từ truyền hình Ulster. Điều này dẫn đến phương tiện truyền thông chú ý nhiều hơn để phát sóng các trận chung kết vào buổi tối trên kênh BBC Two Northern Ireland. Thông thường theo quy định của Premier và Elite tổ chức các trận đấu sớm hơn vào buổi chiều. Một số trận đấu Milk Cup được phát sóng trên kênh BBC Two Northern Ireland, sẵn sàng phát sống trực tiếp tại Vương quốc Anh thông qua kênh BBCi và Trang Web BBC SPORT. Một số trận đấu Milk Cup khác được phát sóng trực tuyến tại http://www.bbc.co.uk/northernireland/milkcup. Phạm vi tin tức thường được tổ chức bởi Stephen Watson, với các bình luận viên BBC như Jackie Fullerton, Michael McNamee, Paul Gilmour, Joel Taggart, Grant Cameron, John O'Neill, Gerry Armstrong và Oran Kearney.